# 南海各方行為宣言
《南海各方行為宣言》或稱《南海共同行為宣言》（英語：Declaration on the Conduct of Parties in the South China Sea，簡稱 DOC）由中華人民共和國和東盟十國（10+1）於2002年11月4日在柬埔寨金邊簽署的共同宣言，共十款。2011年7月20日再於印尼巴里島落實指導方針草案，但仍未解決各國南海爭議。中華民國未參與《南海各方行為宣言》，且由於東協國家政府與中華人民共和國並未邀請之而不承認《南海各方行為宣言》。

## 宣言内容
1. 各方重申以《聯合國憲章》宗旨和原則、1982年《聯合國海洋法公約》、《東南亞友好合作條約》、和平共處五項原則以及其它公認的國際法原則作為處理國家間關係的基本准則。
2. 各方承諾根据上述原則，在平等和相互尊重的基礎上，探討建立信任的途徑。
3. 各方重申尊重并承諾，包括1982年《聯合國海洋法公約》在內的公認的國際法原則所規定的在南海的航行及飛越自由。
4. 有關各方承諾根据公認的國際法原則，包括1982年《聯合國海洋法公約》，由直接有關的主權國家透過友好磋商和談判，以和平方式解決它們的領土和管轄權爭議，而不訴諸武力或以武力相威脅。
5. 各方承諾保持自我克制，不采取使爭議复雜化、擴大化和影響和平与穩定的行動，包括不在現無人居住的島、礁、灘、沙或其它自然构造上采取居住的行動，并以建設性的方式處理它們的分歧。在和平解決它們的領土和管轄權爭議之前，有關各方承諾本著合作与諒解的精神，努力尋求各种途徑建立相互信任
6. 在全面和永久解決爭議之前，有關各方可探討或開展合作。在具體實施之前，有關各方應就雙邊及多邊合作的模式、範圍和地點取得一致意見。
7. 有關各方愿透過各方同意的模式，就有關問題繼續進行磋商和對話，包括對遵守本宣言問題舉行定期磋商，以增進睦鄰友好關係和提高透明度，創造和諧、相互理解与合作，推動以和平方式解決彼此間爭議。
8. 各方承諾尊重本宣言的條款并采取与宣言相一致的行動。
9. 各方鼓勵其他國家尊重本宣言所包含的原則。
10. 有關各方重申制定南海行為准則將進一步促進本地區和平与穩定，并同意在各方協商一致的基礎上，朝最終達成該目標而努力。

## 簽署人
- 文萊達魯薩蘭國 外交大臣 穆罕默德·博爾基亞
- 柬埔寨王國 外交大臣 賀南洪
- 印度尼西亞共和國 外長 維拉尤達
- 老撾人民民主共和國 副總理兼外長 宋沙瓦
- 馬來西亞聯邦 外長 賽義德·哈米德
- 緬甸聯邦 外長 吳溫昂
- 菲律賓共和國 外長 布拉斯·奧普萊
- 新加坡共和國 外長 S·賈古瑪
- 泰王國 外長 素拉杰·沙田泰
- 越南社會主義共和國 外長 阮怡年
- 中华人民共和国 外交部副部長兼特使 王毅

### 引用
1. ↑  .   [2011-07-22]. （原始内容存档于2014-05-15）.
2. ↑  .   [2011-07-22]. （原始内容存档于2021-01-08）.